# The Sum of No Evil
The Sum of No Evil is een muziekalbum van de Zweedse band The Flower Kings. Het album is opgenomen in de Varispeed Studios (Zweden), aanvullende opnamen zijn bij de bandleden thuis gemaakt. Het album komt uit in twee versies; een enkele cd of een dubbelaar met bonusmateriaal. Met het album keerden de musici terug naar de muziek uit hun beginperiode. De samenwerking met drummer Csörsz bleek (weer) van korte duur, Tomas Bodin en hij verschilden te veel van mening, TFK moesten voor de concerten weer een andere drummer inschakelen.
De titel is een "goedgevoelvariant" van The Sum of All Evil (alle kwaad), de muziekgroep wilde het positief houden. De werktitel was overigens Love, maar tijdens de opnamen bleek dat dat al een titel werd van een album van The Beatles.

## Musici
- Roine Stolt – zang, gitaar
- Hasse Fröberg – gitaar, zang
- Tomas Bodin – toetsen
- Jonas Reingold – basgitaar
- Zoltan Csörsz – slagwerk
- Hasse Bruniusson – marimba, percussie
- Ulf Wallander – sopraansaxofoon.

## Muziek
Alle composities zijn van Stolt behalve waar aangegeven:
| Nr. | Titel                            | Duur  |
| --- | -------------------------------- | ----- |
| 1.  | One more time                    | 13:04 |
| 2.  | Love is the only answer          | 24:28 |
| 3.  | Trading my soul                  | 6:25  |
| 4.  | The sum of no reason             | 13:25 |
| 5.  | Flight 999 Brimstone Air (Bodin) | 5:00  |
| 6.  | Life in motion                   | 12:34 |

| Nr. | Titel            | Duur |
| --- | ---------------- | ---- |
| 1.  | The river        | 5:40 |
| 2.  | Turn the stone   | 5:05 |
| 3.  | Regal divers     | 6:02 |
| 4.  | Twee videofilms. |      |